# كاثي بيتس
كاثي بيتس (بالإنجليزية: Kathy Bates)‏ ممثلة ومخرجة تلفزيونية أمريكية من مواليد 28 يونيو 1948، حاصلة على جائزة الأوسكار 1990 لأفضل ممثلة عن دورها في فيلم ميزري الذي حقق لها الشهرة، وبنفس الدور حصلت على جائزة الغولدن غلوب 1991، كما حصلت بدورها في فيلم النوبة المتأخرة على جائزة الغولدن غلوب 1997 وجائزة نقابة ممثلي الشاشة 1996، وحصلت على جائزة نقابة ممثلي الشاشة في 1998 كأفضل ممثلة في دور مساند عن فيلم الألوان الأساسية.
ولدت في ممفيس، ولاية تينيسي، ودرست المسرح في جامعة ساوثرن ميثوديست قبل الانتقال إلى مدينة نيويورك لممارسة مهنة التمثيل. أدت أدوارًا ثانوية على المسرح قبل أن تحصل على دورها الأول على الشاشة في فيلم تيكينغ أوف 1971. كان أداؤها الأول خارج برودواي في إنتاج عام 1976 لعرض فاناتيس. وخلال فترة السبعينيات وأوائل الثمانينيات من القرن الماضي، واصلت أعمالها على الشاشة وعلى المسرح، وحصلت على ترشيح لجائزة توني لأفضل ممثلة رئيسة في مسرحية عام 1983 عن أدائها في نايت، ماذر، وفازت بجائزة أوبي عام 1988 عن دورها في فرانكي أند جوني إن ذا كلير دي لون.
كان أداء بيتس لشخصية آني ويلكس في فيلم الرعب ميزري (بؤس) 1990، بمثابة نقطة انطلاقها في هوليوود، وفازت عنه بجائزة الأوسكار لأفضل ممثلة. نالت الثناء من جديد لأدائها أدوار البطولة في دولوريس كليبورن 1995، ووتر بوي 1998، وأدوارًا مساعدة في فرايد غرين توماتوس 1991، وتيتانيك 1997، وأدت فيه شخصية مولي براون، وقد أصبح الفيلم الأعلى دخلًا في ذلك الوقت. حصلت بيتس على ترشيحات جائزة الأوسكار لأفضل ممثلة مساعدة عن أدوارها في أفلام: برايمري كلرز 1998، وأبوت شميدت(عن شميدت) 2002، وريتشارد جويل 2019.
تُوّج العمل التلفزيوني لبيتس بقيمة 14 ترشيحًا لها لجائزة إيمي، بينها ترشيحان عن دورها الرئيس في مسلسل شبكة إن بي سي هاريس لو (2011 – 2012). فازت بجائزة إيمي برايم تايم لأفضل ممثلة ضيفة في مسلسل كوميدي لظهورها في الموسم التاسع من مسلسل تو أند هاف مين (رجلان ونصف) 2012 وجائزة إيمي بريم تايم  لأفضل ممثلة مساعدة في مسلسل قصير أو فيلم لأدائها شخصية ديلفين لالوري في الموسم الثالث من قصة رعب أمريكية 2014. وقد حصلت على جوائز تقديرية لأداء شخصية ميس هانيغان في الإعداد التلفزيوني لـآني 1999. مثلما أخرجت عدة حلقات من مسلسل شبكة إتش بي أو سيكس فيت أندر (ستة أقدام تحت الأرض) (2001 – 2003) والفيلم التلفزيوني أمبيلانس غيرل 2005. 

## نشأتها
ولدت بيتس في ممفيس، ولاية تينيسي، وهي البنت الصغرى بين الفتيات الثلاث للمهندس الميكانيكي لانغدون دويل بيتس (28 يوليو 1900 - 6 مارس 1989) وربة المنزل بيرتي كاثلين (لقبها قبل الزواج تالبرت، 26 يناير 1907 - 15 فبراير 1997). وكان جدها لوالدها هو المحامي والمؤلف فينيه إل. بيتس. وقد كان جد جدها الأكبر مهاجرًا أيرلنديًا إلى نيو أورليانز، لويزيانا، وكان طبيب الرئيس أندرو جاكسون. تخرجت في وقت مبكر من مدرسة وايت ستيشن الثانوية (1965) ومن جامعة ساوثرن ميثوديست (1969)، حيث درست المسرح وأصبحت عضوًا في نادي ألفا دلتا باي النسائي. وقد انتقلت إلى مدينة نيويورك في عام 1970 لممارسة مهنة التمثيل.

## الأعمال
- الرئيسة

## وصلات خارجية
- الموقع الرسمي
- كاثي بيتس على موقع IMDb (الإنجليزية)
- كاثي بيتس على موقع الموسوعة البريطانية (الإنجليزية)
- كاثي بيتس على موقع روتن توميتوز (الإنجليزية)
- كاثي بيتس على موقع مونزينجر (الألمانية)
- كاثي بيتس على موقع ألو سيني (الفرنسية)
- كاثي بيتس على موقع ميوزك برينز (الإنجليزية)
- كاثي بيتس على موقع تيرنر كلاسيك موفيز (الإنجليزية)
- كاثي بيتس على موقع أول موفي (الإنجليزية)
- كاثي بيتس على موقع بوكس أوفيس موجو (الإنجليزية)
- كاثي بيتس على موقع قاعدة بيانات برودواي على الإنترنت (الإنجليزية)
- كاثي بيتس at the Internet Off-Broadway Database